# Harold Bloom
Harold Bloom, född 11 juli 1930 i Bronx i New York, död 14 oktober 2019 i New Haven i Connecticut, var en amerikansk litteraturvetare som ofta brukar anses som den mest populäre amerikanske litteraturvetaren. Bloom var känd för att han tog 1800-talets engelskspråkiga romantiska poesi i försvar när den inte stod högt i kurs. Bloom förespråkade en rent estetisk bedömning av litteratur i motsats till mer ideologiinriktade trender inom litteraturvetenskapen.
En välkänd studie av Bloom är The Anxiety of Influence, där han beskriver varje författares strävan att befria sig från föregångarnas inflytande som ett grundläggande drag i litteraturens utveckling. Denna strävan mot originalitet och självständighet från litterära förebilder sker genom något Bloom kallar "felläsningens" strategi; först när den potentiella förebilden radikalt har omtolkats av den senare författaren uppstår förutsättningar för nytt skapande. Bloom ser denna originalitetssträvan hos den senare författaren som en litterär motsvarighet till Oidipuskomplexet. Den västerländska kanon har kallats hans magnum opus.

## Svenska översättningar
- Den västerländska kanon: böcker och skola för eviga tider (The Western canon) (översättning Staffan Holmgren) (Symposion, 2000)
- Hur du ska läsa, och varför (How to read and why) (översättning Staffan Holmgren) (Wahlström & Widstrand, 2001)